# فتوت‌نامه
فتوت‌نامه عنوان گروهی از کتاب‌ها و رساله‌های منسوب به جوانمردان در دوره‌های مختلف تاریخی ایران است. فتوت‌نامه‌ها در واقع بخشی از اخلاق عملی محسوب می‌شوند که شیوهٔ جوانمردی و فتوت در هر پیشه و صنف را تشریح می‌کنند

## نمونه ها
- فتوت‌نامه مولانا ناصری
- رسائل اخوان الصفا